# Megaselia subaristalis
Megaselia subaristalis är en tvåvingeart som beskrevs av Borgmeier 1969. Megaselia subaristalis ingår i släktet Megaselia och familjen puckelflugor. Inga underarter finns listade i Catalogue of Life.